# Megaselia evaginata
Megaselia evaginata är en tvåvingeart som beskrevs av Rudolf Beyer 1965. Megaselia evaginata ingår i släktet Megaselia och familjen puckelflugor. Inga underarter finns listade i Catalogue of Life.